# 湊元りょう
湊元 りょう（みなもと りょう、6月21日 - ）は、日本の女性声優。熊本県出身。

## 来歴
2015年、A&Gアカデミー19期を卒業。
2018年4月3日、ホーリーピークへの正所属を報告。同年、『ラムネプロジェクト』の主役に抜擢される。
2019年3月21日、『キラキラハッピー★ ひらけ!ここたま』のゲッチョム役でアニメデビュー。
2022年9月30日、ホーリーピークを退所。

## 人物
- 趣味はラテ・アート、腹話術[1]、ご神木や古木巡り[6]。
- 特技はピアノ即興演奏[1]。
- 2018年に自身がパーソナリティを務める『本気!アニラブ』のエンディングテーマを歌うユニットとして水野まいと「ドリィムシンドロォム」を結成[7]。
- 2019年に自身がパーソナリティを務める『ワンダフルサタデー』のテーマソングを歌うユニットとして関口未佐子と「おひるねアラモード」を結成[8]。

## 出演
太字はメインキャラクター。

### テレビアニメ
- キラキラハッピー★ ひらけ!ここたま（2019年、ゲッチョム[5]）

### ゲーム
2016年
- ワールドチェイン（ウィビア・サビナ、ドミティア・ロンギナ）

2017年
- 陰陽おとぎソール 

2018年
- ファイトリーグ（リズムオドル妖怪、鬼窪ほるか）
- 英雄クロニクル 
- ソラとウミのアイダ（夢神子姫神）

### ラジオ
※はインターネット配信。
- アクターズゲート 僕たちのシェアハウスに住んでいるのは...（2015年 - 2016年、超!A&G+※）[11]
- A&Gサタデーライブ！（2016年 - 、超!A&G+※）[1]
- predia水野まいと湊元りょうのミュージック+30（2017年、超!A&G+※）[1]
- ワンダフルサタデー（2017年 - 、超!A&G+※）[1]
- 水野まいと湊元りょうの本気!アニラブ（2018年、超!A&G+※）[1]
- 音泉キング「下野紘」のラジオ きみはもちろん、〈音泉〉ファミリーだよね?（2018年 - 、音泉※）
- 音泉ジュニアのラジオ「卯野春香・湊元りょうの聖なるブラックゾーン」（2018年、音泉※）[12]
- 水野まいと湊元りょうのオタクシンドロォム（2019年、超!A&G+※）[13]
- ラムネドキドキチャンネル（2019年、超!A&G+※）[14]
- ラムネムララララムラムララジオ（2019年 - 、超!A&G+※）[15]

### 舞台
- A&Gアカデミー10周年記念公演「突き進め！DREAM☆TOUR！ENTERTAINMENT！！」（2016年1月15日）[16]
- アイドルくの一忍法帖 風魔四姉妹の逆襲（2016年10月13日 - 16日） - 飛鳥 役[17]
- 2017アイドル誕生（2017年10月5日 - 9日） - 嘉山いずみ 役[18]
- Lamune with you 2018 コンサート（2018年11月28日）[19]
- Lamune with you 2019 春（2019年4月10日）[20]

### テレビ
- バーチャルさんといっしょ（2019年3月30日、NHK総合）[21]

### その他
- AT-X「ウチの夏フェス2016!」フレッシュ夏フェス隊[6]
- A&Gオールスター2016 スペシャルライブ!（2016年10月23日）[1]
- 喋って歌え!学園祭学園（2017年）[22]
- 喋って歌え!学園祭PARTⅡ（2018年）[23]
- 喋って歌え!学園祭PARTⅢ（2018年）[24]
- インターネットラジオステーション＜音泉＞27時間ニコ生放送（2018年、ニコニコ生放送※）[25]
- A&Gオールスター2018 スペシャルライブ！（2018年10月7日）[26]
- 喋って歌え!学園祭 PARTⅣ（2018年）[27]
- 音泉2月ナビゲーター（2019年2月、音泉※）[28]
- A&Gワンダフルサタデー!ポストカードお渡し会（2019年3月24日）[8]
- 喋って歌え!学園祭 PART V（2019年）[29]

## ディスコグラフィ
| 発売日  | タイトル                                                | 名義                                         | 楽曲                                                                                           | タイアップ                                                   |
| 2017年  | 2017年                                                  | 2017年                                       | 2017年                                                                                         | 2017年                                                       |
| ------- | ------------------------------------------------------- | -------------------------------------------- | ---------------------------------------------------------------------------------------------- | ------------------------------------------------------------ |
| 8月11日 | ストレートライン                                        | 湊元りょう                                   | 「ストレートライン」「CLAP YOUR HANDS EVERYBODY」                                              | 文化放送 超!A&G+ 『 A&Gサタデーライブ! 』エンディングテーマ  |
| 2018年  |                                                         |                                              |                                                                                                |                                                              |
| 5月18日 | 本気!アニラブ 第12期テーマソング シャルララトゥワティア | ドリィムシンドロォム（水野まい・湊元りょう） | 「JOYFUL HERO」                                                                                | 文化放送 超!A&G+ 『 本気!アニラブ 』第12期エンディングテーマ |
| 11月6日 | Lamuneプロジェクト ～ふたりはシンギュラリティ～         | 湊元りょう                                   | 「ふたりはシンギュラリティ」「ラムネのテーマ」「with you」「おうちにかえろう」「みんなのうた」 | ラムネプロジェクト                                           |
| 2020年  |                                                         |                                              |                                                                                                |                                                              |
| 7月11日 | Dreamer!                                                | ややぽじ（湊元りょう・吉野瑞穂）             | 「Dreamer!」「ストレートライン」「あざと可愛い作戦っ!」                                        | 文化放送 超!A&G+ 『 A&Gワンダフルサタデー』第4期・番組テーマ |